# Eneko Goia Laso
Eneko Goia Laso (Sant Sebastià, Guipúscoa, 1971) és un polític basc, alcalde de Sant Sebastià des de l'any 2015.